# Censo dos Estados Unidos de 1950
O Censo dos Estados Unidos de 1950, conduzido pelo departamento do censo em 1º de abril de 1950, foi o décimo sétimo censo dos Estados Unidos. Determinou a população residente dos Estados Unidos em 150,697,361 - um aumento de 14,5% sobre as 132.164.569 pessoas enumeradas durante o censo de 1940.

## População por estado
| Ranking | Estado               | População  |
| ------- | -------------------- | ---------- |
| 01      | Nova Iorque          | 14,830,192 |
| 02      | Califórnia           | 10,586,223 |
| 03      | Pensilvânia          | 10,498,012 |
| 04      | Illinois             | 8,712,176  |
| 05      | Ohio                 | 7,946,627  |
| 06      | Texas                | 7,711,194  |
| 07      | Michigan             | 6,371,766  |
| 08      | Nova Jérsia          | 4,835,329  |
| 09      | Massachusetts        | 4,690,514  |
| 10      | Carolina do Norte    | 4,061,929  |
| 11      | Missouri             | 3,954,653  |
| 12      | Indiana              | 3,934,224  |
| 13      | Geórgia              | 3,444,578  |
| 14      | Wisconsin            | 3,434,575  |
| 15      | Virgínia             | 3,318,680  |
| 16      | Tennessee            | 3,291,718  |
| 17      | Alabama              | 3,061,743  |
| 18      | Minnesota            | 2,982,483  |
| 19      | Kentucky             | 2,944,806  |
| 20      | Flórida              | 2,771,305  |
| 21      | Luisiana             | 2,683,516  |
| 22      | Iowa                 | 2,621,073  |
| 23      | Washington           | 2,378,963  |
| 24      | Maryland             | 2,343,001  |
| 25      | Oklahoma             | 2,233,351  |
| 26      | Mississippi          | 2,178,914  |
| 27      | Carolina do Sul      | 2,117,027  |
| 28      | Connecticut          | 2,007,280  |
| 29      | Virgínia Ocidental   | 2,005,552  |
| 30      | Arkansas             | 1,909,511  |
| 31      | Kansas               | 1,905,299  |
| 32      | Óregon               | 1,521,341  |
| 33      | Nebraska             | 1,325,510  |
| 34      | Colorado             | 1,325,089  |
| 35      | Maine                | 913,774    |
| X       | Distrito de Columbia | 802,178    |
| 36      | Rhode Island         | 791,896    |
| 37      | Arizona              | 749,587    |
| 38      | Utah                 | 688,862    |
| 39      | Novo México          | 681,187    |
| 40      | Dakota do Sul        | 652,740    |
| 41      | Dakota do Norte      | 619,636    |
| 42      | Montana              | 591,024    |
| 43      | Idaho                | 588,637    |
| 44      | Nova Hampshire       | 533,242    |
| X       | Havaí                | 499,794    |
| 45      | Vermont              | 377,747    |
| 46      | Delaware             | 318,085    |
| 47      | Wyoming              | 290,529    |
| 48      | Nevada               | 160,083    |
| X       | Alasca               | 128,643    |

## População por cidade
| Ranking | Cidade         | Estado               | População | Região       |
| ------- | -------------- | -------------------- | --------- | ------------ |
| 01      | Nova Iorque    | Nova Iorque          | 7,891,957 | Nordeste     |
| 02      | Chicago        | Illinois             | 3,620,962 | Centro-Oeste |
| 03      | Filadélfia     | Pensilvânia          | 2,071,605 | Nordeste     |
| 04      | Los Angeles    | Califórnia           | 1,970,358 | Oeste        |
| 05      | Detroit        | Michigan             | 1,849,568 | Centro-Oeste |
| 06      | Baltimore      | Maryland             | 949,708   | Sul          |
| 07      | Cleveland      | Ohio                 | 914,808   | Centro-Oeste |
| 08      | St. Louis      | Missouri             | 856,796   | Centro-Oeste |
| 09      | Washington     | Distrito de Columbia | 802,178   | Sul          |
| 10      | Boston         | Massachusetts        | 801,444   | Nordeste     |
| 11      | São Francisco  | Califórnia           | 775,357   | Oeste        |
| 12      | Pittsburgh     | Pensilvânia          | 676,806   | Nordeste     |
| 13      | Milwaukee      | Wisconsin            | 637,392   | Centro-Oeste |
| 14      | Houston        | Texas                | 596,163   | Sul          |
| 15      | Buffalo        | Nova Iorque          | 580,132   | Nordeste     |
| 16      | Nova Orleães   | Luisiana             | 570,445   | Sul          |
| 17      | Minneapolis    | Minnesota            | 521,718   | Centro-Oeste |
| 18      | Cincinnati     | Ohio                 | 503,998   | Centro-Oeste |
| 19      | Seattle        | Washington           | 467,591   | Oeste        |
| 20      | Kansas City    | Missouri             | 456,622   | Centro-Oeste |
| 21      | Newark         | Nova Jérsia          | 438,776   | Nordeste     |
| 22      | Dallas         | Texas                | 434,462   | Sul          |
| 23      | Indianápolis   | Indiana              | 427,173   | Centro-Oeste |
| 24      | Denver         | Colorado             | 415,786   | Oeste        |
| 25      | San Antonio    | Texas                | 408,442   | Sul          |
| 26      | Memphis        | Tennessee            | 396,000   | Sul          |
| 27      | Oakland        | Califórnia           | 384,575   | Oeste        |
| 28      | Columbus       | Ohio                 | 375,901   | Centro-Oeste |
| 29      | Portland       | Óregon               | 373,628   | Oeste        |
| 30      | Louisville     | Kentucky             | 369,129   | Sul          |
| 31      | San Diego      | Califórnia           | 334,387   | Oeste        |
| 32      | Rochester      | Nova Iorque          | 332,488   | Nordeste     |
| 33      | Atlanta        | Geórgia              | 331,314   | Sul          |
| 34      | Birmingham     | Alabama              | 326,037   | Sul          |
| 35      | Saint Paul     | Minnesota            | 311,349   | Centro-Oeste |
| 36      | Toledo         | Ohio                 | 303,616   | Centro-Oeste |
| 37      | Jersey City    | Nova Jérsia          | 299,017   | Nordeste     |
| 38      | Fort Worth     | Texas                | 278,778   | Sul          |
| 39      | Akron          | Ohio                 | 274,605   | Centro-Oeste |
| 40      | Omaha          | Nebraska             | 251,117   | Centro-Oeste |
| 41      | Long Beach     | Califórnia           | 250,767   | Oeste        |
| 42      | Miami          | Flórida              | 249,276   | Sul          |
| 43      | Providence     | Rhode Island         | 248,674   | Nordeste     |
| 44      | Dayton         | Ohio                 | 243,872   | Centro-Oeste |
| 45      | Oklahoma City  | Oklahoma             | 243,504   | Sul          |
| 46      | Richmond       | Virgínia             | 230,310   | Sul          |
| 47      | Syracuse       | Nova Iorque          | 220,583   | Nordeste     |
| 48      | Norfolk        | Virgínia             | 213,513   | Sul          |
| 49      | Jacksonville   | Flórida              | 204,517   | Sul          |
| 50      | Worcester      | Massachusetts        | 203,486   | Nordeste     |
| 51      | Tulsa          | Oklahoma             | 182,740   | Sul          |
| 52      | Salt Lake City | Utah                 | 182,121   | Oeste        |
| 53      | Des Moines     | Iowa                 | 177,965   | Centro-Oeste |
| 54      | Hartford       | Connecticut          | 177,397   | Nordeste     |
| 55      | Grand Rapids   | Michigan             | 176,515   | Centro-Oeste |
| 56      | Nashville      | Tennessee            | 174,307   | Sul          |
| 57      | Youngstown     | Ohio                 | 168,330   | Centro-Oeste |
| 58      | Wichita        | Kansas               | 168,279   | Centro-Oeste |
| 59      | New Haven      | Connecticut          | 164,443   | Nordeste     |
| 60      | Flint          | Michigan             | 163,143   | Centro-Oeste |
| 61      | Springfield    | Massachusetts        | 162,399   | Nordeste     |
| 62      | Spokane        | Washington           | 161,721   | Oeste        |
| 63      | Bridgeport     | Connecticut          | 158,709   | Nordeste     |
| 64      | Yonkers        | Nova Iorque          | 152,798   | Nordeste     |
| 65      | Tacoma         | Washington           | 143,673   | Oeste        |
| 66      | Paterson       | Nova Jérsia          | 139,336   | Nordeste     |
| 67      | Sacramento     | Califórnia           | 137,572   | Oeste        |
| 68      | Arlington      | Virgínia             | 135,449   | Sul          |
| 69      | Albany         | Nova Iorque          | 134,995   | Nordeste     |
| 70      | Charlotte      | Carolina do Norte    | 134,042   | Sul          |
| 71      | Gary           | Indiana              | 133,911   | Centro-Oeste |
| 72      | Fort Wayne     | Indiana              | 133,607   | Centro-Oeste |
| 73      | Austin         | Texas                | 132,459   | Sul          |
| 74      | Chattanooga    | Tennessee            | 131,041   | Sul          |
| 75      | Erie           | Pensilvânia          | 130,803   | Nordeste     |
| 76      | El Paso        | Texas                | 130,485   | Sul          |
| 77      | Kansas City    | Kansas               | 129,553   | Centro-Oeste |
| 78      | Mobile         | Alabama              | 129,009   | Sul          |
| 79      | Evansville     | Indiana              | 128,636   | Centro-Oeste |
| 80      | Trenton        | Nova Jérsia          | 128,009   | Nordeste     |
| 81      | Shreveport     | Luisiana             | 127,206   | Sul          |
| 82      | Baton Rouge    | Luisiana             | 125,629   | Sul          |
| 83      | Scranton       | Pensilvânia          | 125,536   | Nordeste     |
| 84      | Knoxville      | Tennessee            | 124,769   | Sul          |
| 85      | Tampa          | Flórida              | 124,681   | Sul          |
| 86      | Camden         | Nova Jérsia          | 124,555   | Nordeste     |
| 87      | Cambridge      | Massachusetts        | 120,740   | Nordeste     |
| 88      | Savannah       | Geórgia              | 119,638   | Sul          |
| 89      | Canton         | Ohio                 | 116,912   | Centro-Oeste |
| 90      | South Bend     | Indiana              | 115,911   | Centro-Oeste |
| 91      | Berkeley       | Califórnia           | 113,805   | Oeste        |
| 92      | Elizabeth      | Nova Jérsia          | 112,817   | Nordeste     |
| 93      | Fall River     | Massachusetts        | 111,963   | Nordeste     |
| 94      | Peoria         | Illinois             | 111,856   | Centro-Oeste |
| 95      | Wilmington     | Delaware             | 110,356   | Sul          |
| 96      | Reading        | Pensilvânia          | 109,320   | Nordeste     |
| 97      | New Bedford    | Massachusetts        | 109,189   | Nordeste     |
| 98      | Corpus Christi | Texas                | 108,287   | Sul          |
| 99      | Phoenix        | Arizona              | 106,818   | Oeste        |
| 100     | Allentown      | Pensilvânia          | 106,756   | Nordeste     |